# Panara soana
Panara soana is een vlindersoort uit de familie van de prachtvlinders (Riodinidae), onderfamilie Riodininae.
Panara soana werd in 1875 beschreven door Hewitson.